# Lomocyma oegrapha
Lomocyma oegrapha är en fjärilsart som beskrevs av Paul Mabille 1884. Lomocyma oegrapha ingår i släktet Lomocyma och familjen svärmare. Inga underarter finns listade i Catalogue of Life.